# Arduino
Arduino er en single-board computer designet til at gøre processen ved at anvende elektronik i multidisciplinære projekter mere tilgængelig. Hardwaren består af en simpel open source hardware designet til Arduino printet med en Atmel AVR processor og med on-board input/output understøttelse. Softwaren består af et standard programmeringssprog compiler og bootloader, som kører på printkortet.
Arduino er en efterfølger af open-source platformen Wiring og programmeres ved at anvende Wiring-baseret sprog (syntaks og biblioteker), som ligner C++ med nogle mindre simplificeringer og modifikationer - og en Processing-baseret IDE.
Aktuelle versioner kan købes færdigsamlet; hardware designinformation er tilgængelig for dem, som ønsker selv at bygge en Arduino.
Maj 2011 var der blevet solgt mere end 300.000 Arduino enheder verden over.